# Tony Cabaça
Adão Joaquim Bango Cabaça (Luanda, 23 de abril de 1986) é um futebolista angolano que atua como goleiro.[carece de fontes?] Atualmente joga pelo Primeiro de Agosto.

## Carreira
Profissionalizou-se em 2007, no Aviação. No ano seguinte, jogaria pelo Desportivo da Huíla
Contratado pelo Primeiro de Agosto, o goleiro disputou 101 partidas pelos Rubro-Negros e conquistando um tetracampeonato do Girabola (2016, 2017, 2018 e 2018–19), além do bicampeonato da SuperTaça (2010 e 2017). Ainda sob contrato com o Primeiro de Agosto, foi emprestado ao Desportivo da Huíla em 2013, mesmo ano em que foi vice-campeão da Taça de Angola (competição vencida em 2009 e 2019, ambas pelo Primeiro de Agosto). Ele foi também o destaque ao defender 2 pênaltis na partida contra o TP Mazembe, válida pelas quartas-de-final da Liga dos Campeões da CAF de 2018.

## Carreira internacional
Tony Cabaça estreou por Angola em março de 2019, pelas eliminatórias da Copa Africana de Nações, contra a Seleção Botsuanense. Na competição sediada pelo Egito, foi escolhido como titular dos Palancas Negras, vencendo a disputa com Landú Mavanga. Ele, no entanto, não evitou a eliminação de seu país na primeira fase (2 empates e uma derrota, para Mali).

## Títulos
Primeiro de Agosto
- Girabola: 4
  - (2016, 2017, 2018 e 2018–19)
- Taça de Angola: 2
  - (2009 e 2019)
- SuperTaça de Angola: 2
  - (2010 e 2017)